# 桃娘
桃娘（ももむすめ）とは、岡山県特産の桃を全国にPRすると共に、岡山駅で桃の即売を行うキャンペーンガール（ミスコンテスト）のこと。

## 概要
- 1952年から1996年に掛けて、岡山県が現地特産の露地の桃の販売が最盛期を迎える夏の時期を利用して、桃の消費を全国にPRするために取り組んでいた。岡山駅では新幹線や在来線長距離列車のホームに販売ブースが設けられたり、長距離列車内でのワゴン販売も実施されるなどした。更に初期の頃には同じく岡山県名産のぶどう「マスカット」を販売するためのキャンペーンガール「マスカット娘」も存在していた。しかし経費削減のため1996年を最後として一旦は終了。これまでに700人以上が「桃娘」として活躍。
- 2011年に、山陽新幹線～九州新幹線（鹿児島ルート）（新大阪駅～鹿児島中央駅間）の全線開業と直通運転の実施で、より多くの観光客が見込めるとして、期間限定であるが15年ぶりに再開することとなり、JRサービスネット岡山の主催による一般公募（岡山市・及び周辺市町村在住・在勤18歳以上女性対象）により5人の女性が「復活初代の桃娘」となった。今回の桃娘は同年7月に開催される観光物産展「夏たびフェアーin岡山」（岡山駅広場）のキャンペーンブースでの試食・即売会を担当することになっている。